# Seznam rimskih akvaduktov
Ta članek navaja antične rimske akvadukte v mestu Rim.

## Uvod
Da bi zadostili ogromnim potrebam svojega številnega prebivalstva po vodi, so mesto Rim do leta 226 n. št. napajali z 11 akvadukti. Njihova skupna zmogljivost je lahko dnevno oskrbovala najmanj 1.127.000 kubičnih metrov vode (skoraj 300 milijonov litrov) vode v mesto, večinoma iz reke Aniene in Apeninskega pogorja, kar je služilo milijonu prebivalcev. Podrobne statistične podatke za mestne vodovode je okoli leta 97 našega štetja zabeležil Sekst Julij Frontin, kustos akvarija (nadzornik akvaduktov) za Rim v času vladavine Nerve. Manj podatkov je znanih o akvaduktih, zgrajenih po Frontinu.
Te ocene morda niso upoštevale izgube vode. Sodobni inženirji so podvomili o veljavnosti teh številk in merili nanose apnenca Anio Novus, da bi ocenili povprečni namočeni obod in hrapavost površine, ki ustrezata le 2/3 spodaj navedene vrednosti pretoka. 

## Tabela
| Ime              | Leto začetka   | Leto dokončanja | Dolžina (km) | Višina pri izviru (m) | Višina v Rimu (m) | Povprečni naklon (%) | Kapaciteta (m³ na dan) |
| ---------------- | -------------- | --------------- | ------------ | --------------------- | ----------------- | -------------------- | ---------------------- |
| Aqua Appia       |                | 312 pr. n. št.  | 16,5         | 30                    | 20                | 0,06                 | 73.000                 |
| Aqua Anio Vetus  | 272 pr. n. št. | 269 pr. n. št.  | 64           | 280                   | 48                | 0,36                 | 176.000                |
| Aqua Marcia      | 144 pr. n. št. | 140 pr. n. št.  | 91           | 318                   | 59                | 0,28                 | 188.000                |
| Aqua Tepula      |                | 125 pr. n. št.  | 18           | 151                   | 61                | 0,51                 | 18.000                 |
| Aqua Julia       |                | 33 pr. n. št.   | 22           | 350                   | 64                | 1,32                 | 48.000                 |
| Aqua Virgo       |                | 19 pr. n. št.   | 21           | 24                    | 20                | 0,02                 | 100.000                |
| Aqua Alsietina   |                | 2 pr. n. št.    | 33           | 209                   | 17                | 0,59                 | 16.000 (ni pitna)      |
| Aqua Anio Novus  | 38 n. št.      | 52 n. št.       | 87           | 400                   | 70                | 0,38                 | 189.000                |
| Aqua Claudia     | 38 n. št.      | 52 n. št.       | 69           | 320                   | 67                | 0,37                 | 184.000                |
| Aqua Traiana     |                | 109 n. št.      | 33           | -                     | -                 | -                    |                        |
| Aqua Alexandrina |                | 226 n. št.      | 22           | -                     | 50                | -                    | 120.000 to 320.000     |